# منتزه كيولات الوطني
منتزه كيولات الوطني (بالإنجليزية: Queulat National Park) هو منتزه وطني في تشيلي يقع في منطقة «أيسسن دل جنرال كارلوس دل كامبو». يتخلل المنتزه نهر سيسنيس الذي يأتي من مرتفعات جبلية على الحدود مع الأرجنتين ليصب في المحيط الهادي. يمر نهر «ريو سيسنيس» جنوبا من المنتزه ويجاور محمية لاغو روسيلوت الوطنية. يتميز منتزه كيولات الوطني بجبال عالية تعلوها مثلجات ومناطق منخفضة بها غابات دائمة الخضرة. تبلغ مساحة المنتزه 1540 كيلومتر مربع، ويعد من أجمل معالم تشيلي.

## تاريخه
كان القسيس «خوزيه جارسيا» يبحث عن «مدينة قيصر» في عام 1766 واستكشف المنطقة.

## الغابات في المنتزه

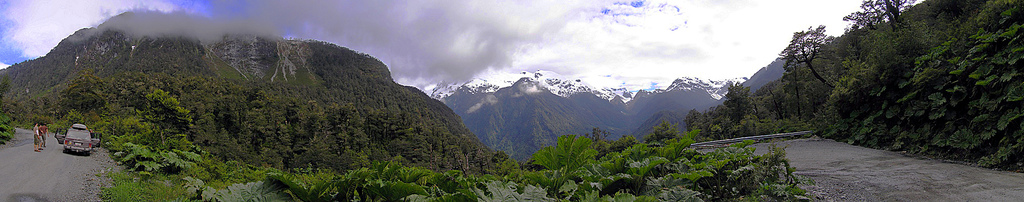
Cuesta Queulat - Queulat National Park.

## التضاريس
جزء من المنتزه يقع في منطقة منبسطة من بتاغونيا وجزء منها ترتفع في جبال أندس. يبلغ ارتفاع بعض الجبال فيها نحو 2000 متر فوق سطح البحر. كما تكوّن جبال بركانية من مجموعة براكين بويوهاوبي جزء من المنتزه، وهي تقع جنوب بحيرة ريسوباترون.
كما يحوي المنتزه عدة حقول ثلجية تتفرع من مثلجات يصل طولها 12 كيلومتر. وأكبر مثلجة هي «مثلجة كيولات» التي تبلغ مساحتها 80 كيلومتر مربع.
}}.
من المعالم السياحية في المنتزه ما يسمى «صوت كيولات» أو «صدى صوت كيولات»، وشلال القسيس جارسيا وشلال الكوندور، وصخرة القط
Piedra del Gato .

## اقرأ أيضا
- أرض النار
- محافظة أرض النار (الأرجنتين)
- محافظة تييرا دل فويغو، (تشيلي)
- منتزه وطني توريس دل باينه
- نهر سيسنيس
- محمية لاغو روسيلوت الوطنية
- ريو بالينا